# Persian (Pokémon)
Persian is een Pokémon van het normale type. Hij is de evolutie van Meowth. In de pokédex krijgt hij nummer 53 toebedeeld.
Een Persian verkrijg je door evolutie. Als Meowth level 28 bereikt, zal hij evolueren. De vaardigheden die Persian kan ontwikkelen in de spellen Pokémon Red, Pokémon Blue en Pokémon Yellow, zijn tackle, grom, beet, afrekening, gil, furieslag en hak.

## Ruilkaartenspel
Er bestaan zeven standaard Persian kaarten, waarvan één enkel in Japan uitgebracht is, één Dark Persian, één Giovanni's Persian en, enkel in Japan, één Whitney's Persian kaart. Deze voorgaande kaarten hebben allemaal het type Colorless als element. Verder bestaat er nog één Darkness-type Rocket's Persian ex kaart, en een Darkness-Metal type Persian δ-kaart.